# Daniel Danis
 (juillet 2019).
Si vous disposez d'ouvrages ou d'articles de référence ou si vous connaissez des sites web de qualité traitant du thème abordé ici, merci de compléter l'article en donnant les références utiles à sa vérifiabilité et en les liant à la section « Notes et références ».
Pour les articles homonymes, voir Danis.
Daniel Danis, né en 1962 à Hawkesbury (Ontario), est un dramaturge québécois.

## Biographie
Daniel Danis est né en Ontario mais il grandit principalement au Québec, soit en Abitibi puis à Québec. Plus tard, il vit dans la région du Saguenay et en Estrie.
Daniel Danis est reconnu comme écrivain dès le début des années 1990, et sa première pièce de théâtre intitulée Celle-là remporte en 1993 le prix de la critique.
L'auteur a notamment écrit Le Pont de pierres et la Peau d'images (pièce pour jeune public) qui a obtenu en 2006 le prix de la critique Meilleure découverte (Belgique). Il a conçu, écrit et mis en scène, Kiwi, texte pour public à partir de 13 ans, et Bled. Ses pièces sont traduites en plusieurs langues.
En 2000, il est nommé chevalier des arts et des lettres de la République française.
Daniel Danis a remporté trois fois le prix du Gouverneur général. Une première fois en 1993, pour sa pièce Celle-là, en 2002 pour son oeuvre Le Langue-à-langue des chiens de roche, et en 2007 pour Le Chant du Dire-Dire,,.
En 2017, sa pièce Cendres de cailloux tient l'affiche à Paris au Théâtre la Boussole.

## Œuvres
Liste non exhaustive

### Pièces de théâtre
- 1992 : Cendres de cailloux, Leméac, Montréal ; Actes Sud-Papiers, Paris, 1992 et 2000  (ISBN 2-76092-118-2)
- 1993 : Celle-là (premier texte écrit), Leméac, Montréal, 1993 et 2000. Parution sous la forme du tapuscrit (épuisé), Théâtre Ouvert, Paris, 1993  (ISBN 2-76090-191-2)
- 1994 : Les Nuages de terre, (version non définitive). Parution sous la forme de Tapuscrit, Théâtre Ouvert, Paris
- 1996 : Le Chant du dire-dire, parution sous la forme de tapuscrit (épuisé), Théâtre Ouvert, Paris. L’Arche éditeur, Paris, 2000. À paraître chez Leméac, Montréal, 2005  (ISBN 2-76090-402-4)
- 1998 : Le langue-à-langue des chiens de roche, parution sous la forme de tapuscrit, Théâtre Ouvert, Paris, 1998. L’Arche éditeur, Paris, 2001. Leméac, Montréal, 2007  (ISBN 2-76090-403-2)
- 2003 : Terre océane, roman-dit, accompagné de photographies de Susan Coolen. Publication Dazibao, Montréal  (ISBN 978-2-922135-18-3)
- 2004 : Mille anonymes, lexitexte, L’Arche éditeur, Paris
- 2005 : e, roman-dit, L’Arche éditeur, Paris, et Leméac, Montréal   (ISBN 2-76090-396-6)
- 2007 : Sous un ciel de chamaille, L’Arche éditeur, Paris  (ISBN 978-2-85181-654-2)
- 2007 : Kiwi, L’Arche éditeur, Paris  (ISBN 9782851816580)
- 2008 : Bled, L’Arche éditeur, Paris  (ISBN 978-2-85181-690-0)

### Théâtre jeune public
- 1996 : Le Pont de pierres et la Peau d'images (jeune public), l'École des Loisirs, Paris (ISBN 2-21104-174-4)
- 2011 : La Scaphandrière - L'Enfant lunaire, L’Arche éditeur, Paris  (ISBN 2851817590)  (La Scaphandrière est issue d'un texte avec une mise en scène d'Olivier Letellier, création 2011)

### Autres publications
- 2005 : 9 vues, texte de Danis, gravures de Louise Masson. Les éditions du Passage, Montréal
- 2005 : An Ocean of Rain, livret pour opéra contemporain

## Textes traduits
(août 2021).
- Celle-là :
  - (ro) Femeia aceea, traduction roumaine, éditions Brumar, Timişoara, 2009 (réalisée avec le soutien du Conseil des Arts du Canada).
  - (de) Traduction allemande de Almut Lindner, Fischer Theater Medien, Francfort 2001
  - (en) That Woman, traduction anglaise de Linda Gaboriau, éditions Talonbooks, 1998 (soutien d’atelier par Banff Center, 1994)
- Cendres de cailloux :
  - (ro) Cenuşa de piatră, traduction roumaine de Monica Mihaescu
  - (es) Cenizas de piedras, traduction espagnole de Humberto Perez-Mortera (Mexique).
  - (pl) Kamien i popioly, traduction polonaise de Ewa Kuczkowska, revue Dialog, avril 2003
  - (de) Kieselasche, traduction allemande de Andreas Jandl, Christine Pettinger, éditions S. Fischer Theater Medien, 2000. pièce radiophonique, Deutschlandfunk Kultur, 25 septembre 2005
  - (it) Cenere di sassi, traduction italienne de Gioia Costa, éditions Oedipus, 1999
  - (cy) Lludw’r garreg’, traduction galloise de Gareth Miles pour la production du Theatr Y Byd, Cardiff, Pays de Galles, 1997
  - (gd) Stone and ashes, traduction écossaise de Tom Mcgrath pour la production du Traverse Theater, Edimburg, 1995.
  - (en) Stone and ashes, traduction anglaise de Linda Gaboriau, éditions Coach House Press, Toronto, 1995 (soutien d’atelier par Factory Theater, 1994). Prix du Gouverneur général du Canada pour la traduction.
- Le Chant du dire-dire :
  - (ro) Traduction roumaine de Flavia Goian, en cours de réalisation.
  - (sr) Traduction serbe de Ljiliana Matic pour Le Nolit éditeur, en cours de réalisation.
  - (nl) Sangen om Sige-Sigeren, traduction néerlandaise de Michael Buchwald.
  - (sv) Traduction suédoise de Johanna Enckell en cours de réalisation.
  - (no) Seie-Seiarens Song, traduction norvégienne de Oj Skjelbred.
  - (fi) Sananlaskijan Laulu, traduction finnoise de Reita Lunatvuori.
  - (lt) Duda-Dudo Daina, traduction lituanienne de Rasa Vasinauskaite.
  - (es + gl) O Canto do Dime-Dime, traductions espagnole et galicienne de Franck Meyer.
  - (es) El Canto del Dime-Dime, traduction espagnole (version mexicaine) de Elena Guiochins et Boris Schoemann, 2001.
  - (sv) Traduction suédoise de Johanna Enckell en cours de réalisation.
  - (it) Canto del Dire-Dire, traduction italienne de Gioia Costa, éditions Oedipus.
  - (de) Das Lied vom Sag-Sager, traduction allemande de Uta Ackermann pour la production du Schaubühne, Berlin. Publication Theater Heute et S. Fischer Theater Medien, 2000
  - (en) The Song of the Say-Sayer, traduction anglaise de Linda Gaboriau, éditions Talonbooks, 1998 (soutien d’atelier par Banff Center et PlayRites, Alberta Theater Projects).
- Le Pont de pierre et la peau d'images :
  - (de) Die Steinbrücke und die Bilderhaut, traduction allemande de Almut Lindner, S. Fischer Theater Medien, 1996
  - (nl) Traduction-adaptation néerlandaise de Peter Seynaeve et Griet Op de Beeck dans le cadre de la production d’Het Toneelhuis
  - (nl) Traduction néerlandaise de Luk Parceval
  - (it) Ponte di pietre e la pelle d’immagini, traduction italienne de Gioia Costa, éditions Oedipus
  - (es) El Puente di piedras y la piel de imagenes, traduction espagnole de Elena Guiochins et Boris Schoemann, 2002
- Le Langue-à-langue des chiens de roche :
  - (en) In the Eyes of Stone Dogs, traduction anglaise de Linda Gaboriau en cours de réalisation (soutien d’atelier par le Tarragon Theater), éditions Talonbooks, 1999.
  - (it) Traduction italienne de Gioia Costa en cours de réalisation.
  - (de) Zungenspiel der Felsenhunde, traduction allemande de Almut Lindner, éditions S. Fischer Theater Medien
  - (gd) Tongue to Tongue the dogs of the Rocks, traduction écossaise de Ella Wildridge.
  - (sr) Traduction serbe de Ljiliana Matic, éditions Matica Srpska, en cours de réalisation.
  - (ru) Traduction russe de Rimma Genkina, New Drama Festival (Moscou).
- Je ne :
  - (en) Traduction anglaise de Linda Gaboriau
- An Ocean of Rain: 
  - (en) Traduction anglaise de Linda Gaboriau
- E, roman-dit:
  - (de) Traduction allemande en cours de réalisation, éditions S. Fischer Theater Medien
  - (ca) Traduction catalane.
- Kiwi:
  - (de) Traduction allemande de Gerda Gensberger, éditions S. Fischer Theater Medien
  - (it) Traduction italienne de Christina Visentin en cours de réalisation.
- Terre Océane
  - (de) Traduction allemande de Bettina Arlt: Land am Meer. Sprechroman. S. Fischer Theater Medien

## Honneurs
- Celle-là : prix de la critique à Montréal, le Prix du Gouverneur général du Canada ainsi que celui de la meilleure création de langue française du Syndicat Professionnel de la Critique Dramatique et Musicale (Paris).
- Cendres de cailloux : prix du meilleur texte original de la Soirée des Masques (Montréal), le premier Prix du Concours International de Manuscrits du Festival de Maubeuge et celui de Radio-France International.
- Le Langue-à-langue des chiens de roche : prix du Gouverneur général du Canada.
- Le Chant du dire-dire : prix de la meilleure création de langue française du Syndicat Professionnel de la Critique Dramatique et Musicale (Paris), Prix Abitibi-Consolidates, Prix du Gouverneur Général du Canada.
- E, roman-dit : grand prix littéraire dramatique (France).
- Kiwi : prix Théâtre Abitibi-Bowater, Salon du Livre Saguenay Lac-St-Jean. Prix Louise-Lahaye, Centre des auteurs dramatiques (Montréal).
- 2010 : nomination pour le Molière de l'auteur francophone vivant pour Terre océane